# Kirschblüte in Bonn
Koordinaten: 50° 44′ 22,5″ N, 7° 5′ 33,5″ O

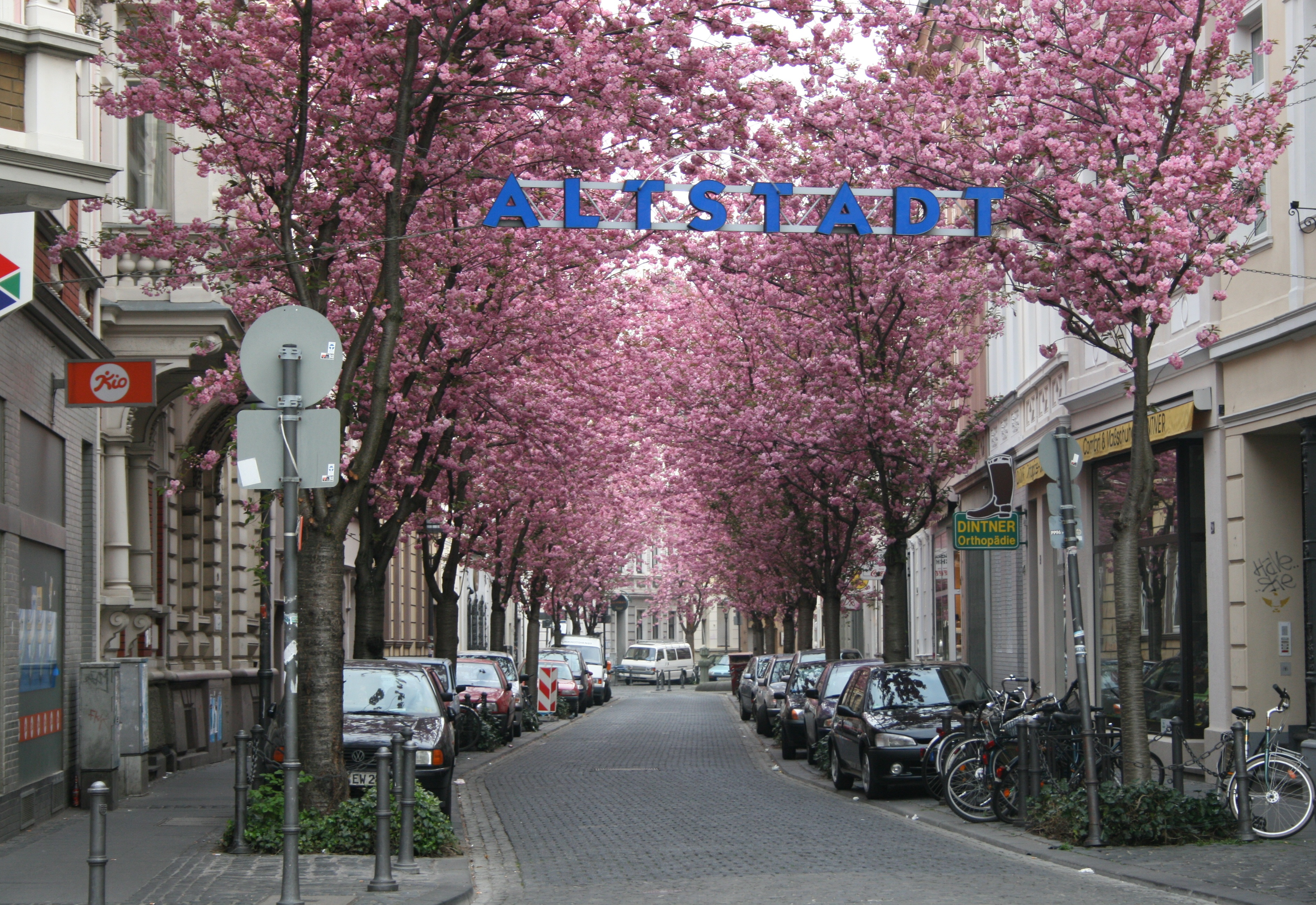
Kirschblüte in der Bonner Altstadt

Die Kirschblüte in Bonn ist ein alljährliches Ereignis in der Bundesstadt Bonn.

## Geschichte
Im Zuge einer Stadtteilsanierung wurde die Bonner Altstadt in den 1980er Jahren mit der japanischen Blütenkirsche bepflanzt. Internationale Bekanntheit erlangte die Kirschblüte in Bonn, nachdem sie auf der Facebook-Seite Places to see before you die erschien. Seit 2017 findet kein offizielles Kirschblütenfest mehr statt, weil sich Anwohner über den Andrang beschwert hatten.

## Tourismus

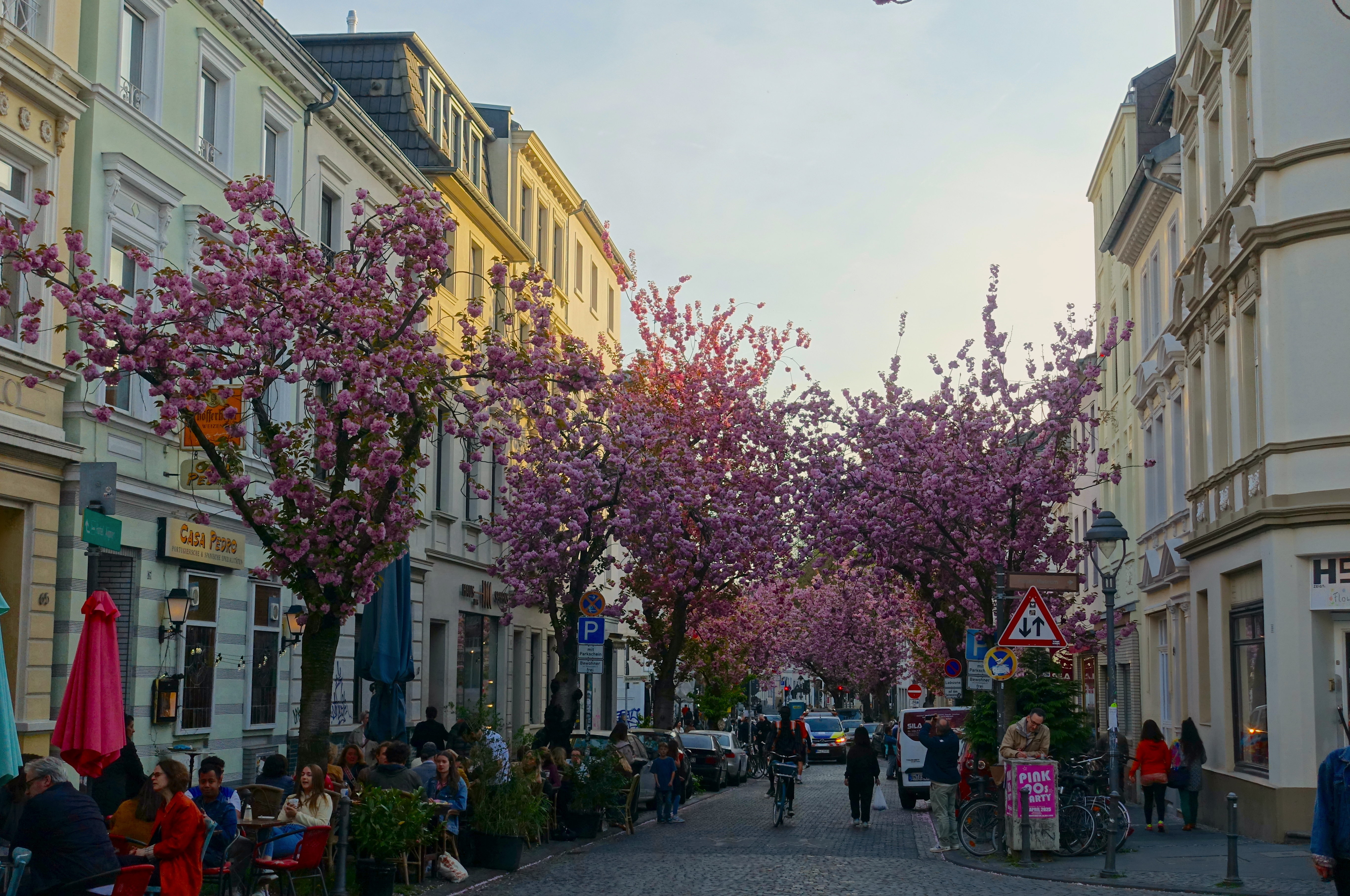
Volksfestatmosphäre auf gesperrten Straßen im April 2025

Die  Tourismus & Congress GmbH Bonn (T&C) verzeichnete im April 2015 mit 579 Übernachtungen japanischer Besucher einen Zuwachs von 84 Prozent. Während der Blütezeit legen Europareisende mittlerweile gezielte Stopps in Bonn ein. Da die Blütezeit von Jahr zu Jahr variieren kann, kommuniziert die T&C das voraussichtliche Datum vorab an die Reiseveranstalter in China und Japan. Auch die Anzahl der regionalen Besucher ist deutlich gestiegen.
Menschen aus der ganzen Welt, überwiegend chinesische und japanische Touristen, reisen nach Bonn, um die Prunus serrulata (Japanische Blütenkirsche) zu betrachten. Mit steigender Bekanntheit lockt das Fest auch viele Besucher aus Spanien, Italien und den Niederlanden in die Bonner Altstadt.
2017 stieg die Anzahl der Ankunfts- und Übernachtungszahlen zur Kirschblütenzeit erneut an. Im April kam ein Fünftel aller Besucher aus Asien.